# Meopotočje
Meopotočje (en cyrillique : Меопоточје) est un village de Bosnie-Herzégovine. Il est situé dans la municipalité de Prozor-Rama, dans le canton d'Herzégovine-Neretva et dans la fédération de Bosnie-et-Herzégovine. Selon les premiers résultats du recensement bosnien de 2013, il compte 34 habitants.

## Géographie
Le village est situé au sud-ouest du lac de Jablanica.

## Démographie

### Évolution historique de la population dans la localité
| 1948 | 1953 | 1961 | 1971 | 1981 | 1991 | 2013 |
| ---- | ---- | ---- | ---- | ---- | ---- | ---- |
| -    | -    | 166  | 197  | 140  | 85   | 34   |

|  |

### Répartition de la population par nationalités (1991)
En 1991, les 85 habitants du village étaient tous croates.